# Tiffany Géroudet
Tiffany Géroudet (ur. 3 września 1986) – szwajcarska szpadzistka, mistrzyni Europy.
Jej największym sukcesem jest złoty medal mistrzostw Europy w Sheffield (2011).